# CHa-46
CHa-46 — мисливець за підводними човнами Імперського флоту Японії, який взяв участь у Другій світовій війні.
CHa-46 належав до серії допоміжних мисливців, споруджених з використанням можливостей малих суднобудівних підприємств. Ці кораблі мали дерев'яний корпус та при зникненні зацікавленості в них зі сторони збройних сил мали бути перетворені на риболовецькі судна.
Спорудження корпусу CHa-46 здійснили на верфі в Сазі (затока Аріаке на заході Кюсю), а його оснащення озброєнням провели на верфі ВМФ у Майдзуру (обернене до Японського моря узбережжя Хонсю).
Корабель ніс службу на сході Мікронезії, зокрема, відомо, що 26 серпня — 4 вересня 1943-го він супроводив з Токійської затоки на Трук (головна база японського ВМФ у Океанії, розташована в центральній частині Каролінського архіпелагу) конвой № 3821В. 10—16 вересня CHa-46 перейшов з конвоєм № 5101 на атол Кваджелейн (головна японська база на Маршаллових островах).
На початку квітня 1944-го корабель перебував на острові Вейк (на той час уже потрапив у блокаду союзників, які в січні — лютому поставили під свій контроль Маршаллові острови). 4 квітня CHa-46 був атакований та потоплений літаком PB4Y-2 Privateer.